# 桑德
桑德（德語：Sande，發音：[ˈzandə] ⓘ）是德国下萨克森州弗里斯兰县的市镇，面积44.92平方千米，2023年12月31日人口为8,699人。